# Incident Ward
L'incident Ward va ésser un conflicte diplomàtic que va tenir lloc a la Xina en 1948-1949, durant els anys finals de la Guerra Civil Xinesa. El Cònsol americà Angus Ward i el seu personal va ésser mantingut sota arrest domiciliari per l'Exèrcit d'Alliberament Popular de Mao Zedong (EAP) durant gairebé un any, creant una esquerda diplomàtica amb els Estats Units.
A mesura que l'EAP escombrava els nacionalistes per tota la Xina durant la Guerra Civil el 1948 i el 1949, va començar a assetjar occidentals en general i americans en particular. Mukden (Shenyang), un dels principals centres de comerç de la Xina va ésser ocupat per les tropes Comunistes l'octubre de 1948. El novembre, els Comunistes van demanar que Angus Ward els lliurés el transmissor de ràdio del consolat. Ward va rebutjar. Com a resposta, les tropes de l'EAP envoltaren el consolat, posant Ward i 21 membres del personal sota arrest domiciliari. Durant mesos, Ward i els altres americans van ésser completament aïllats pels comunistes xinesos sense comunicació, aigua ni electricitat.
El govern nord-americà va ordenar el tancament del consolat i la retirada de Ward i el seu personal. Però Ward no ho va poder fer perquè el juny de 1949 el govern xinès acusava el consolat americà de servir com a centre d'espionatge. Amb l'agreujament de la crisi, l'administració Truman va fer una crida als aliats dels EUA a mantenir en suspens el reconeixement diplomàtic del nou govern establert per Mao. En resposta, les tropes de l'EAP van arrestar Ward, acusant-los a ell i el seu personal de provocar un aldarull a l'exterior del consolat l'octubre de 1949. El novembre de 1949, mentre Angus Ward era portat a judici, la indignació de l'opinió pública nord-americana va pujar perillosament. El president Harry S. Truman, objecte de severs atacs per deixar "perdre" la Xina en mans dels comunistes, no es podria permetre mostrar debilitat davant del desafiament dels comunistes xinesos. El president es va reunir amb els seus assessors militars per parlar de la viabilitat d'una operació de rescat. Tanmateix, encara que enfurismat amb els comunistes, Washington va mostrar gran moderació perquè encara estava buscant oportunitats per arribar a un acord amb la República Popular de la Xina. El Secretari d'Estat Dean Acheson va transmetre a Beijing el missatge que els EUA no reconeixerien el nou govern xinès, fins que tots els americans de Mukden fossin alliberats. El 24 de novembre, de 1949, Ward i el seu personal van ésser acusats d'incitar l'aldarull i es va ordenar la seva deportació. Finalment van marxar de la Xina el mes de desembre de 1949.
La crisi va durar més d'un any, i les ja fràgils relacions dels EUA amb els comunistes xinesos van quedar definitivament malmeses, sense possibilitat virtual de reparació. Les possibilitats d'un reconeixement de la República Popular de la Xina per part dels EUA van esdevenir remotes. Vist retrospectivament, l'incident Ward es considera el començament de la confrontació entre els Estats Units i la República Popular de la Xina.